# Trizay-lès-Bonneval

Trizay-lès-Bonneval este o comună în departamentul Eure-et-Loir, Franța. În 1 ianuarie 2022 avea o populație de 318 de locuitori.